# Подареш
Подареш или Подереш (на македонска литературна норма: Подареш) е село в източната част на Северна Македония, община Радовиш.

## География
Селото се намира в южното подножие на планината Плачковица, източно от общинския център Радовиш.

## История
В XIX век Подареш е село в Радовишка кааза на Османската империя. Според статистиката на Васил Кънчов („Македония. Етнография и статистика“) от 1900 година Подереш има 400 жители българи християни и 300 турци.
В началото на XX век християнското население на селото е под върховенството на Българската екзархия. По данни на секретаря на екзархията Димитър Мишев („La Macédoine et sa Population Chrétienne“) през 1905 година в Подереш (Poderece) има 560 българи екзархисти и в селото работи българско училище.
Преди Балканската война в Подареш има османска полицейска станция (каракол). Заптиите в нея измъчват, тероризират и убиват населението не само в Подареш, но и в други в села в района. Димитър Галев пише през 1991 година, че в бунар край бившия каракол все още е пълен с черепи и кости. В периода 1897-1912 година загива голям брой местни жители от двете общности, включително и жени и деца. Много от тях са измъчвани и убивани за отмъщение.
При избухването на Балканската война в 1912 година трима души от Подареш са доброволци в Македоно-одринското опълчение.
След Междусъюзническата война в 1913 година селото попада в Сърбия. На 27 февруари 1915 година 50-годишния кмет Иван Стоянов и други двама българи са измъчвани и убити от сръбските окупатори.
По време на българското управление на Вардарска Македония през Първата световна война Подереш е център на община в Радовишка околия на Щипски окръг и има 542 жители.
Според Димитър Гаджанов в 1916 година в Подереш живеят 196 турци и 336 българи.
По време на българското управление във Вардарска Македония в годините на Втората световна война, Христо Костурлиев от Струмица е български кмет на Подареш от 15 септември 1941 година до 23 май 1942 година. След това кмет е Костадин Василиев Ципушев от Радовиш (23 май 1942 - 9 септември 1944). В селото функционира кредитна кооперация „Готен“ (1941), земеделска задруга (1942), както и читалище „Виделина“ (1942).
Църквата „Свети Георги“ е започната в 1944 година и осветена в 1980 година от злетовско-струмишкия администратор епископ Горазд Тивериополски.

## Личности
Родени в Подареш
- Васил Спасов, македоно-одрински опълченец, 3 рота на 3 солунска дружина, носител на орден „За храброст“ IV степен[13]
- Васил Стоянов Христов (1892 – ?), македоно-одрински опълченец, 3 рота на 3 солунска дружина, носител на орден „За храброст“ IV степен[14]
- Евтим Георгиев, български революционер, деец на ВМОРО, загинал преди 1918 г.[15]
- Иван Месаров (1858 – 1913), български революционер, войвода на ВМОРО
- Коче Панко, българин, православен, арестуван на 12 юли 1902 година, обвинен, че „на 3 юли 1902 година през нощта откраднал житото от сноповете в нивата на Здраве от споменатото село; употребил оръжие против бекчиите Бекир и Али, които тръгнали да му попречат и заловят, и след като ранил Бекир, се присъединил към разбойниците“. Осъден е на 4 години. Не е амнистиран с общата амнистия от 12 април 1904 година, защото престъплението му е сметнато за обикновено, а не политическо[16]
- Мане Наков (1892 – ?), македоно-одрински опълченец, 3 рота на 3 солунска дружина, носител на орден „За храброст“ IV степен[17]
- Мите Георгиев, български революционер, деец на ВМОРО[18]
- Ставруш Месаров, български революционер, войвода на ВМРО